# روبرت سولومون
روبرت سولومون (بالإنجليزية: Robert Solomon)‏ هو سياسي أسترالي، ولد في 2 نوفمبر 1931 في أستراليا. حزبياً، نشط في الحزب الليبرالي الأسترالي. وقد انتخب عضو مجلس النواب الأسترالي عن دائرة Division of Denison ‏ (25 أكتوبر 1969 – 2 ديسمبر 1972).